# 偽化石

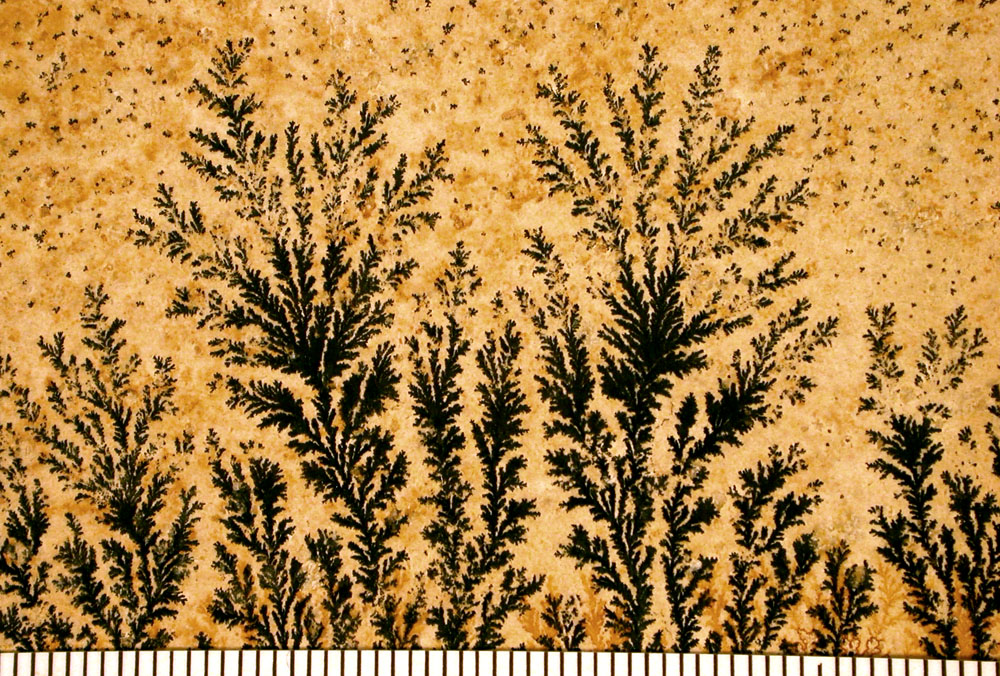
偽化石の例：植物の様に見える忍石

偽化石（ぎかせき、pseudofossil）は生物の化石でも印象化石でもない、化石と誤られる鉱物である。鉱物が複雑な生物の構造にそっくりな様相を呈しているため生物であると誤解されやすい。例えば酸化マンガン(II)は樹木に類似した特徴的な結晶をつくる。身近な例では窓に付いた霜の樹状結晶がある。凝塊もまた化石と見誤られ、時に化石を含むこともあるが、通常はそれ自体、化石ではない。石灰岩の中のチャート団塊もしばしば化石に似た形をとる。
黄鉄鉱の円盤や小柱はしばしばタコノマクラの化石に見誤られる（白鉄鉱を参照）。間隙、隆起、気泡のようなものは本物の化石と見分けが付き難い。化石か偽化石か見分けのつかない標本はdubiofossilと呼ばれる。特定の形態が偽物なのか化石なのかを判断する議論は長く難しくなりえる。例えばエオゾーンは先カンブリア時代に変成した複雑に入り組んだ層状の方解石である。これは元々（1863年）、知られる中で最古の巨大原生動物化石の一部だと考えられていた。その後ヴェスヴィオ山で類似した構造が見つかり、これが高温の物理化学変化によって形成されるとわかった。

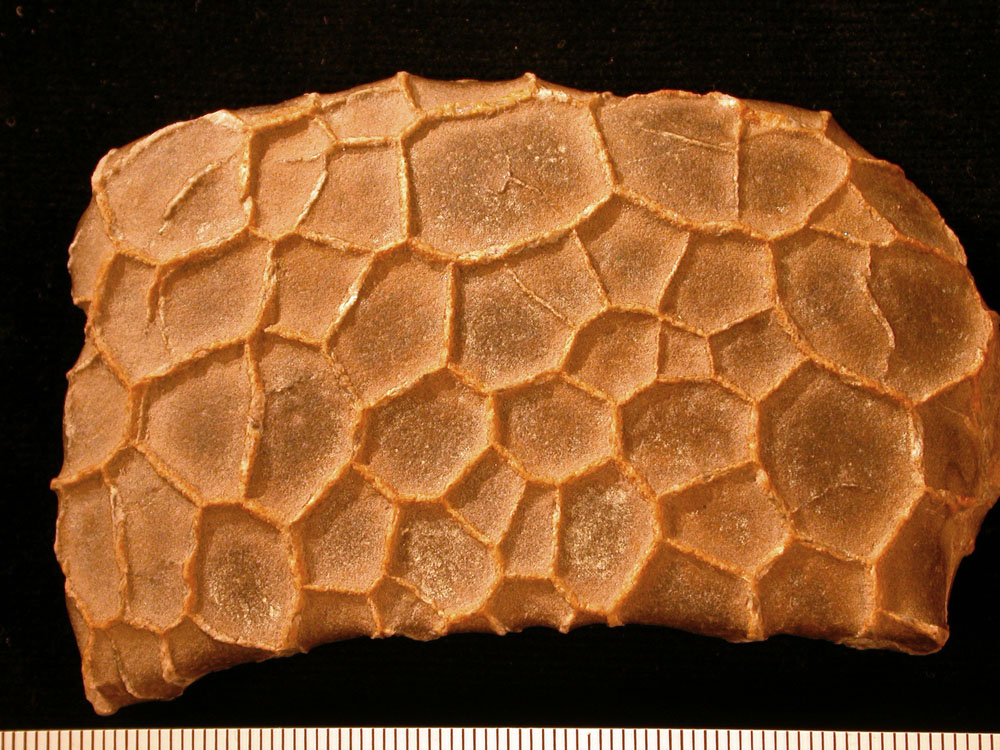
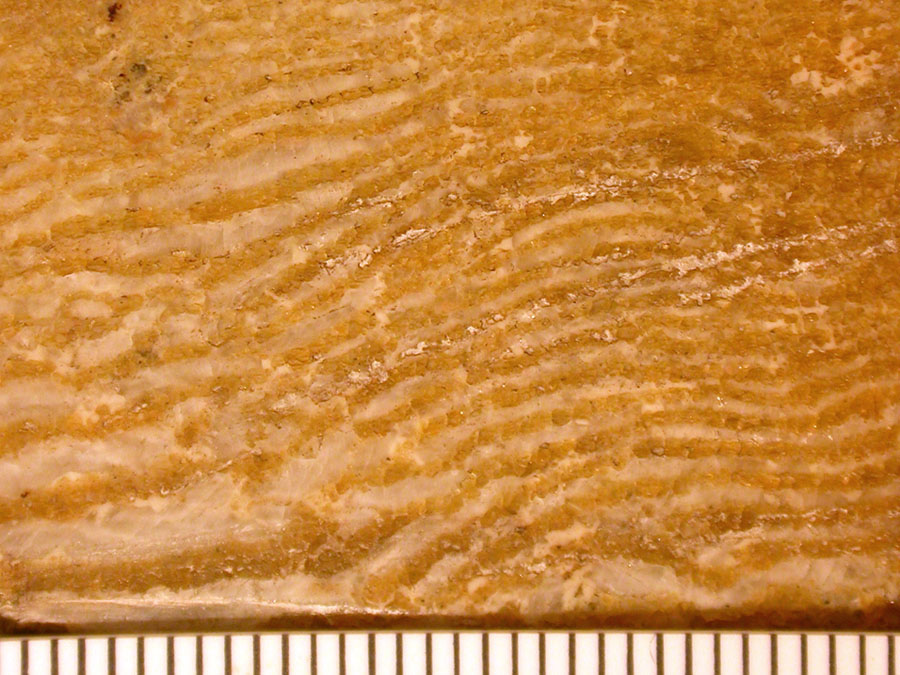
Eozoön canadense
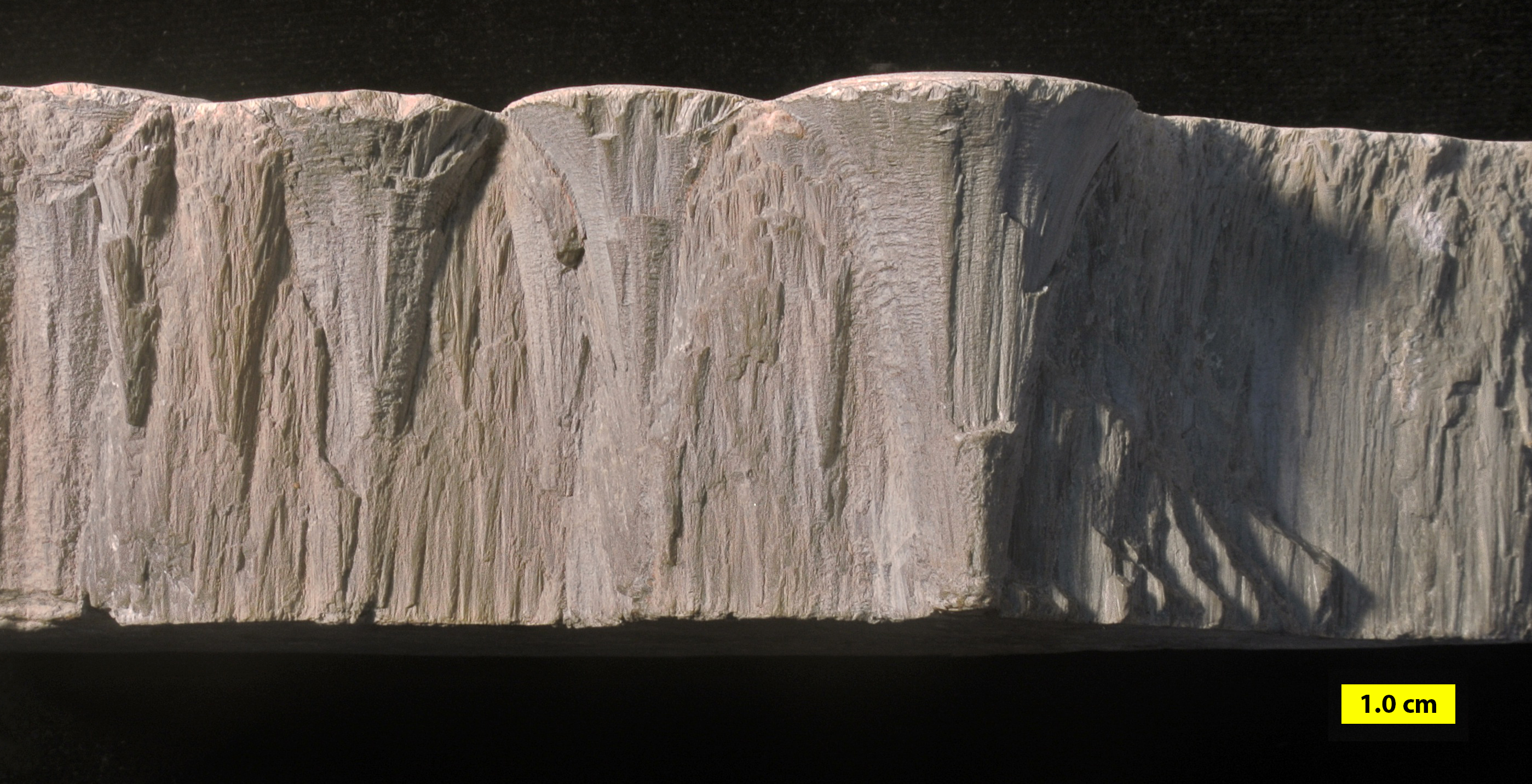
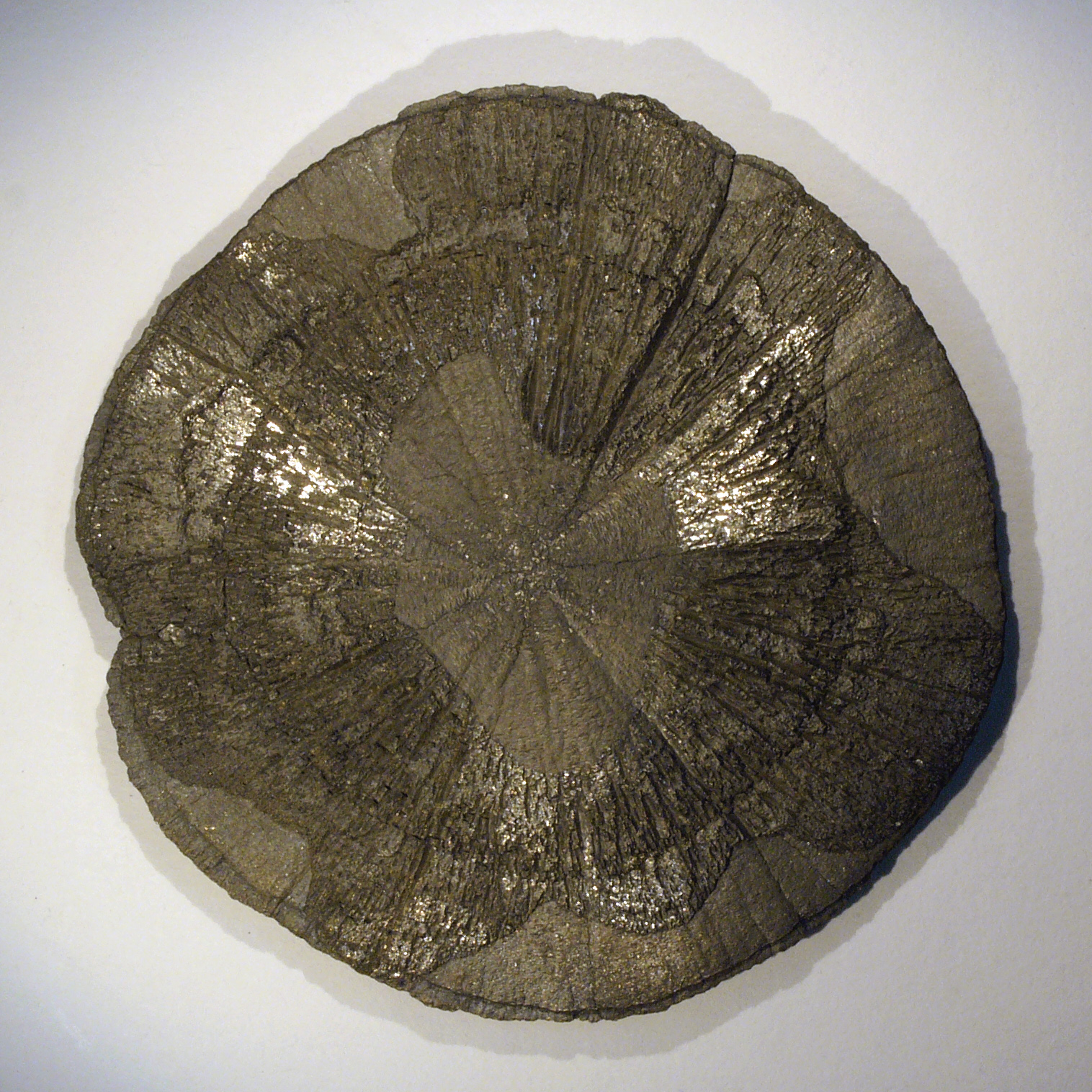
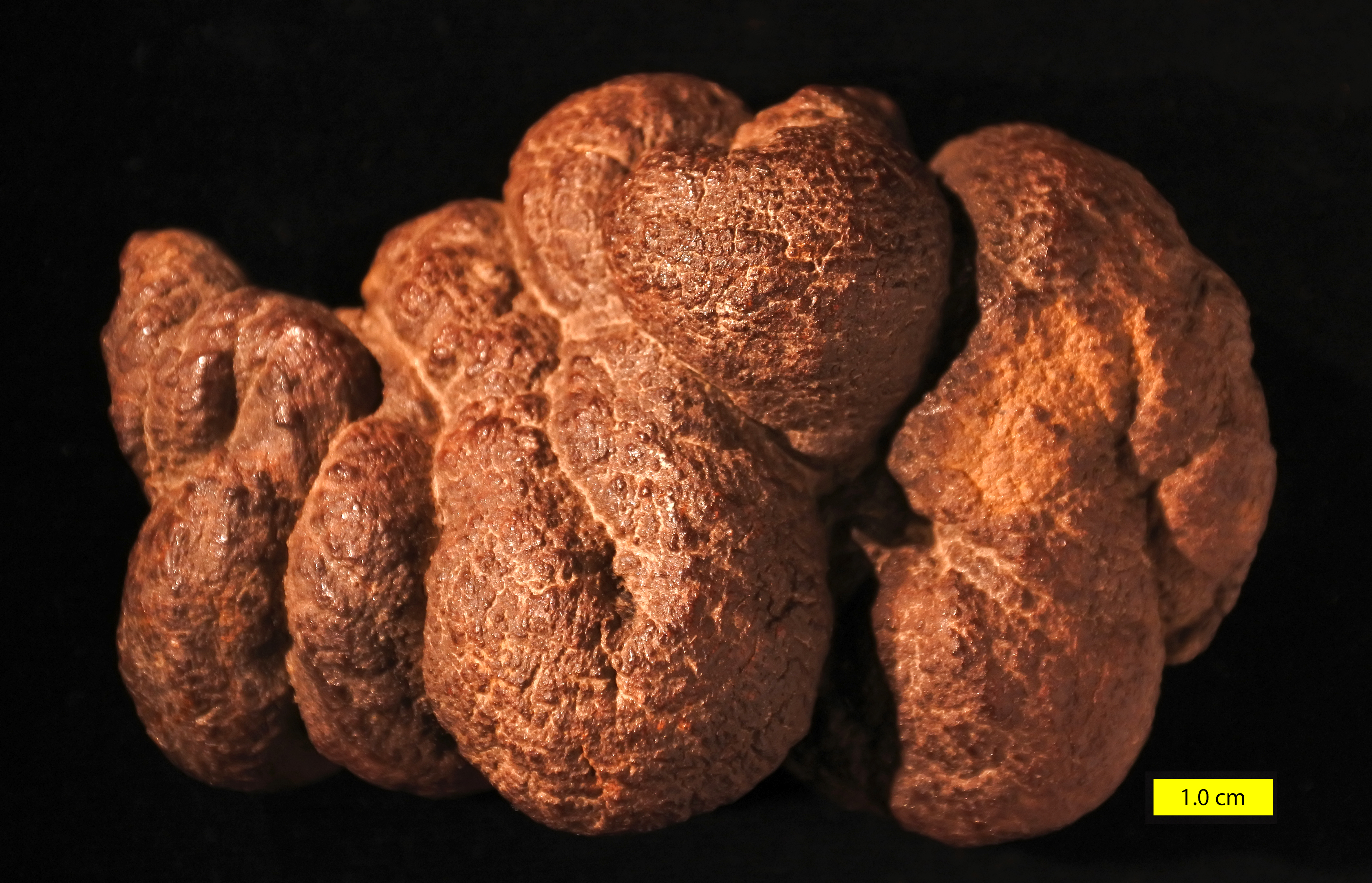
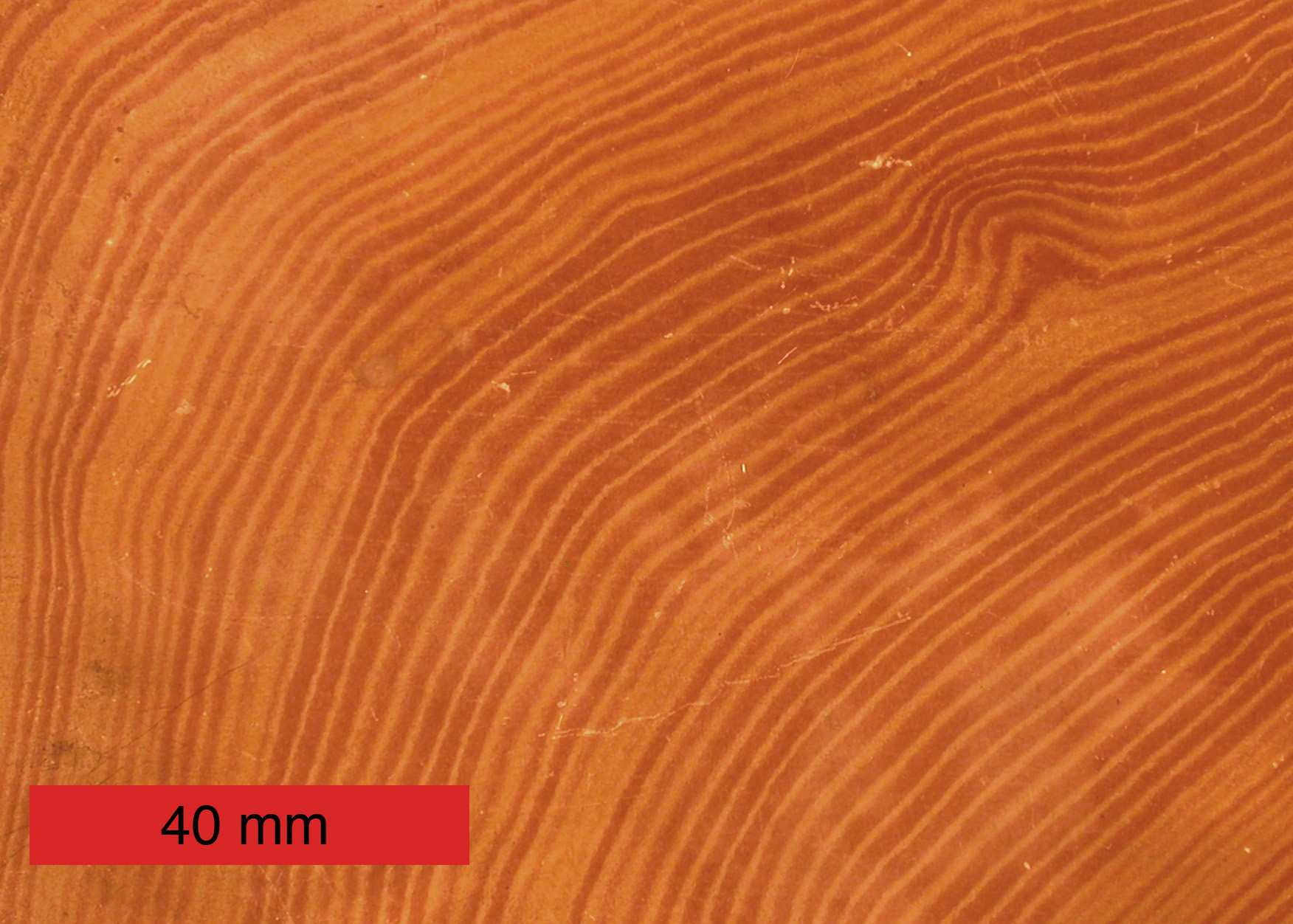